# Beggen

Beggen in Luxemburg-Stadt

Beggen (luxemburgisch Beggenⓘ) ist ein Stadtteil im Norden von Luxemburg-Stadt. Ende 2018 lebten 3.746 Personen im Quartier. Die Fläche des Stadtteils beträgt 170 Hektar.

## Sehenswürdigkeiten
- Beggener Schloss von 1896, Sitz der russischen Botschaft